# إنت عمري (مسلسل كويتي)
إنت عمري، مسلسل تلفزيوني كويتي. تم إنتاجه وعرضه عام 2012، كتبه عبد العزيز المسلم وأخرجه أحمد دعبيس.

## قصة المسلسل
تدور أحداث المسلسل حول رجل عصامي يتحمل مسؤولية أبنائه بعد وفاة زوجته ويتولى تربيتهم وحل المشاكل والأزمات التي تواجه كلاً منهم، فيسعى إلى زرع الهوية الخليجية بقيمها ومبادئها، وإعلاء الإيجابيات والجانب المشرق من الكويت حضارياً واقتصادياً واجتماعياً.

## الفنانين المشاركين بالعمل
- عبد العزيز المسلم.
- عبد الإمام عبد الله.
- باسمة حمادة.
- حسين المنصور.
- هبة الدري.
- أحمد إيراج.
- يعقوب عبد الله.
- زينة كرم.
- مشاري البلام.
- فاطمة العبد الله.
- غدير صفر.
- بدور عبد الله.
- ناصر كرماني.
- عمر اليعقوب.
- نادية كرم.
- بيبي أحمد.